# Rio delle Veste
Le rio de le Veste (canal des vêtements) ou rio de la Fenice est un canal de Venise dans le sestiere de San Marco.

## Toponymie
Le nom delle Veste provient d'une ancienne maison de couture de vêtements de zentilomeni (gentilshommes), dirigée en 1713 par un Bernardo Franalonga. Elle fut située au campo di San Fantino, dans une boutique maintenant devenu café, ce qui donna le nom à la calle del Caffettier, anciennement delle Veste, dénomination cependant acquise aux fondamente, ponte et l'autre bras de la calle.
Les habits de zentilomo, ce fut la toge de tissu noir à usage grec, portée par les patriciens et fonctionnaires publics. Au début, ces habits furent aussi portés par les gens du peuple, et beaucoup de sartori da veste exerçaient, dirigés par un gastaldo da veste, dirigeant la corporation.

## Description
Le rio de le Veste trouve son origine derrière le théâtre de La Fenice au ponte San Cristoforo, d'où il prolonge le rio della Verona. Il coule brièvement vers le sud avant de bifurquer vers l'est dans le prolongement du rio de Santa Maria Zobenigo et de passer sous le ponte Maria Callas reliant le Fondamenta de la Fenice (au sud) au bâtiment de La Fenice. Il est ensuite rejoint par le rio de l'Alboro sur son flanc sud avant de prendre un cours vers le nord-est, où il passe sous le ponte de le Veste, qui relie la Calle del Caffetier au nord avec la calle delle Veste au sud. Finalement, le rio se jette dans le rio dei Barcaroli.

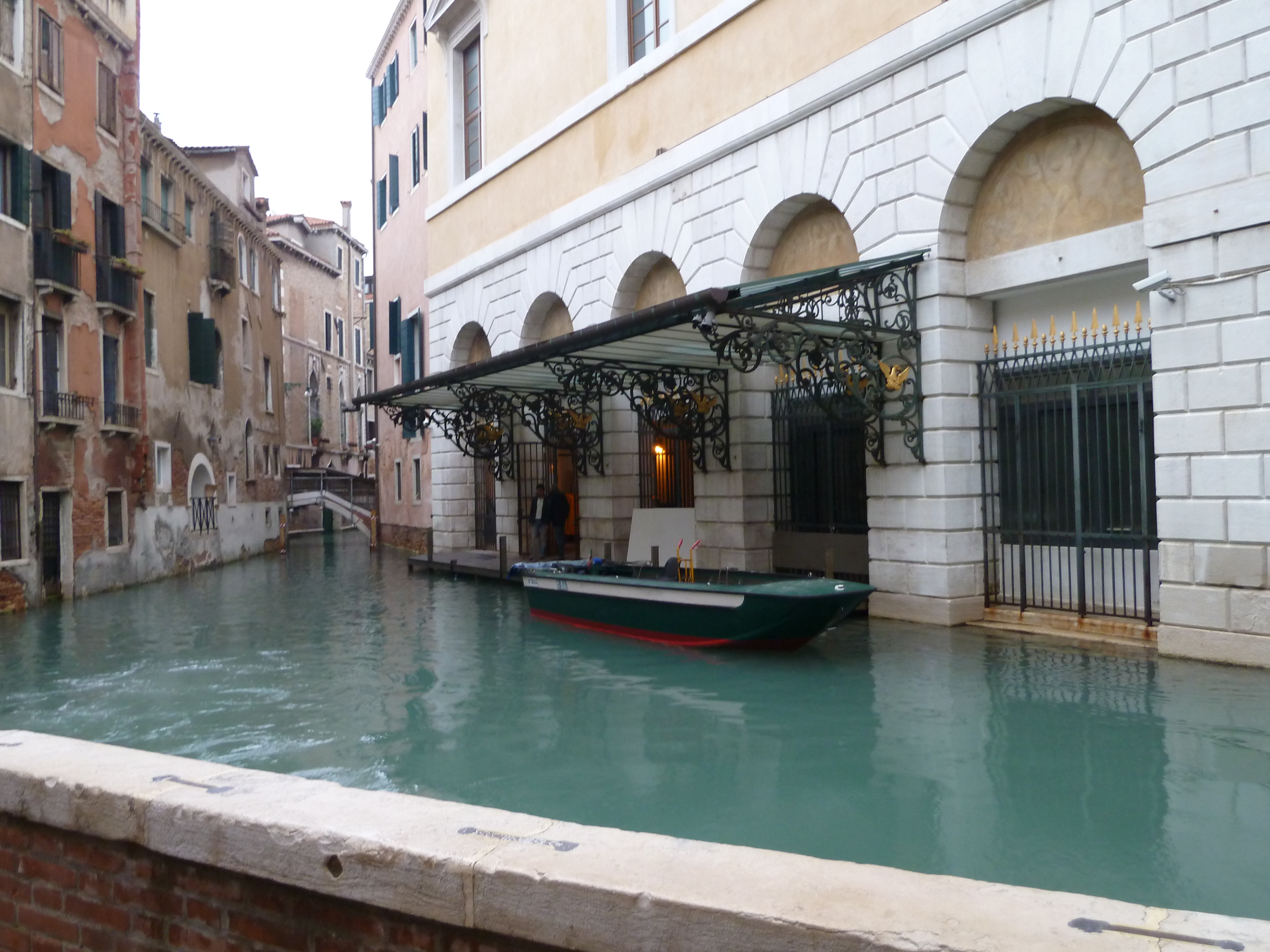
Ponte San Cristoforo à l'arrière de La Fenice.
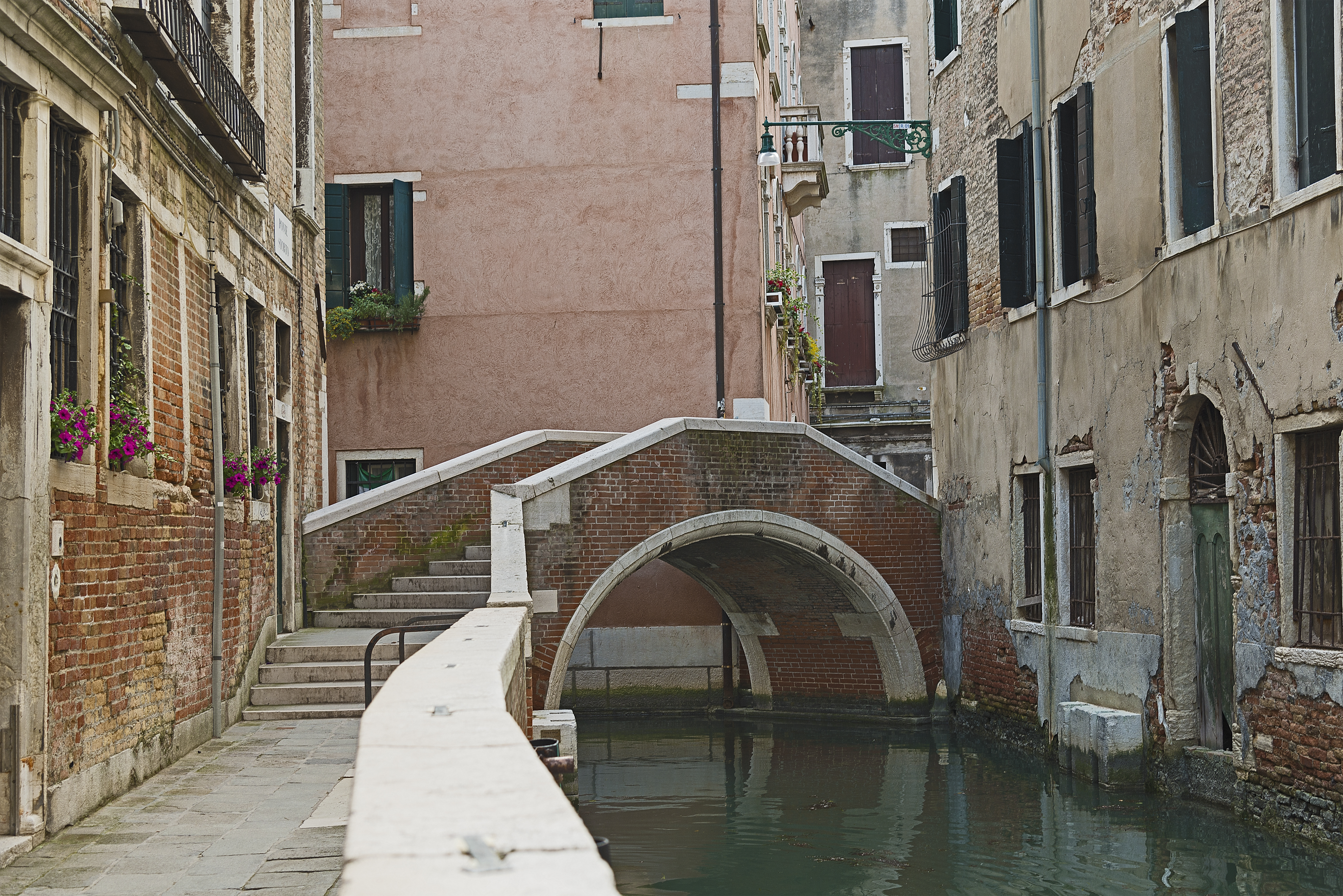
Le confluent du rio de Santa Maria Zobenigo et son ponte Storto.
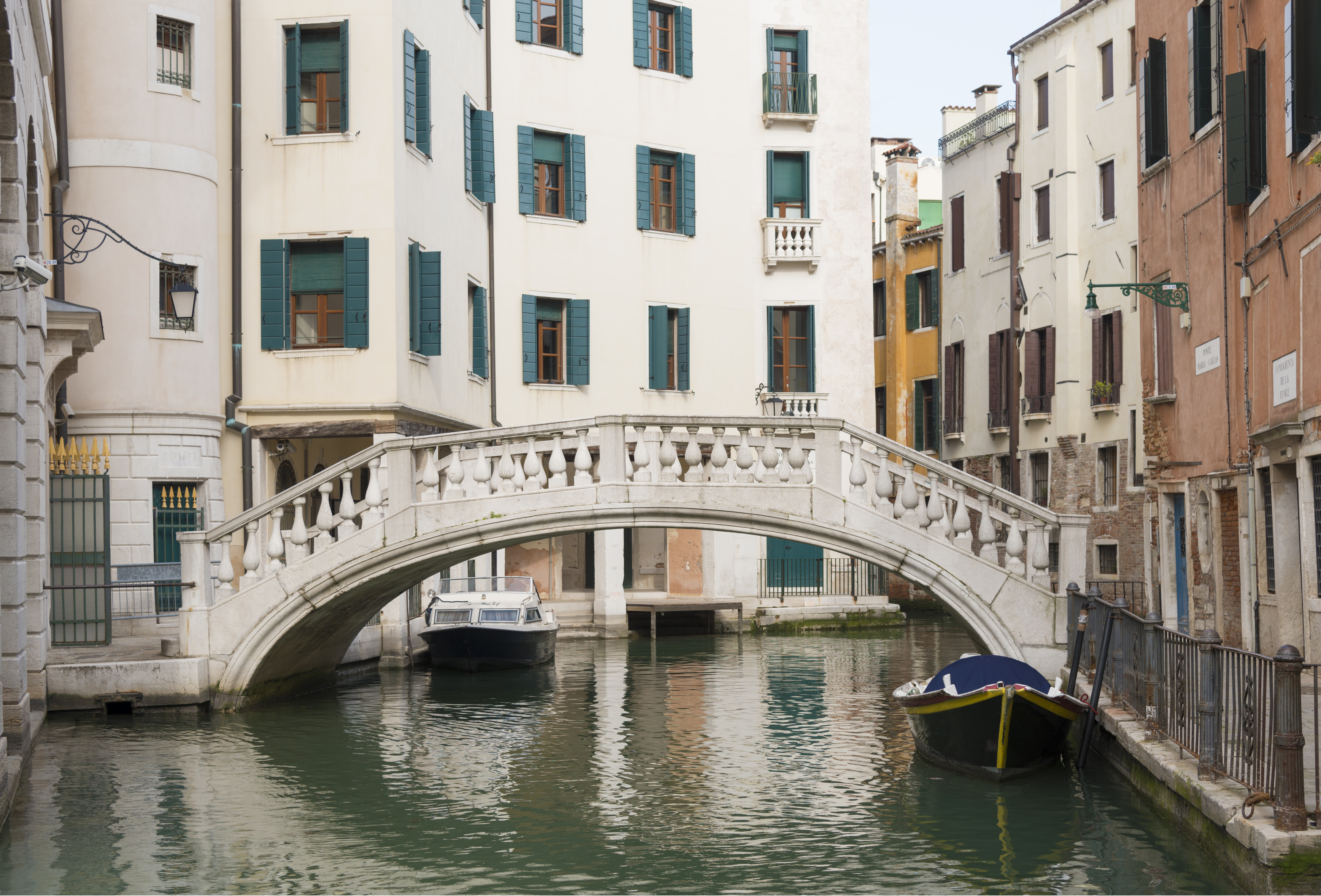
Ponte Maria Callas, anciennement ponte de la Fenice.
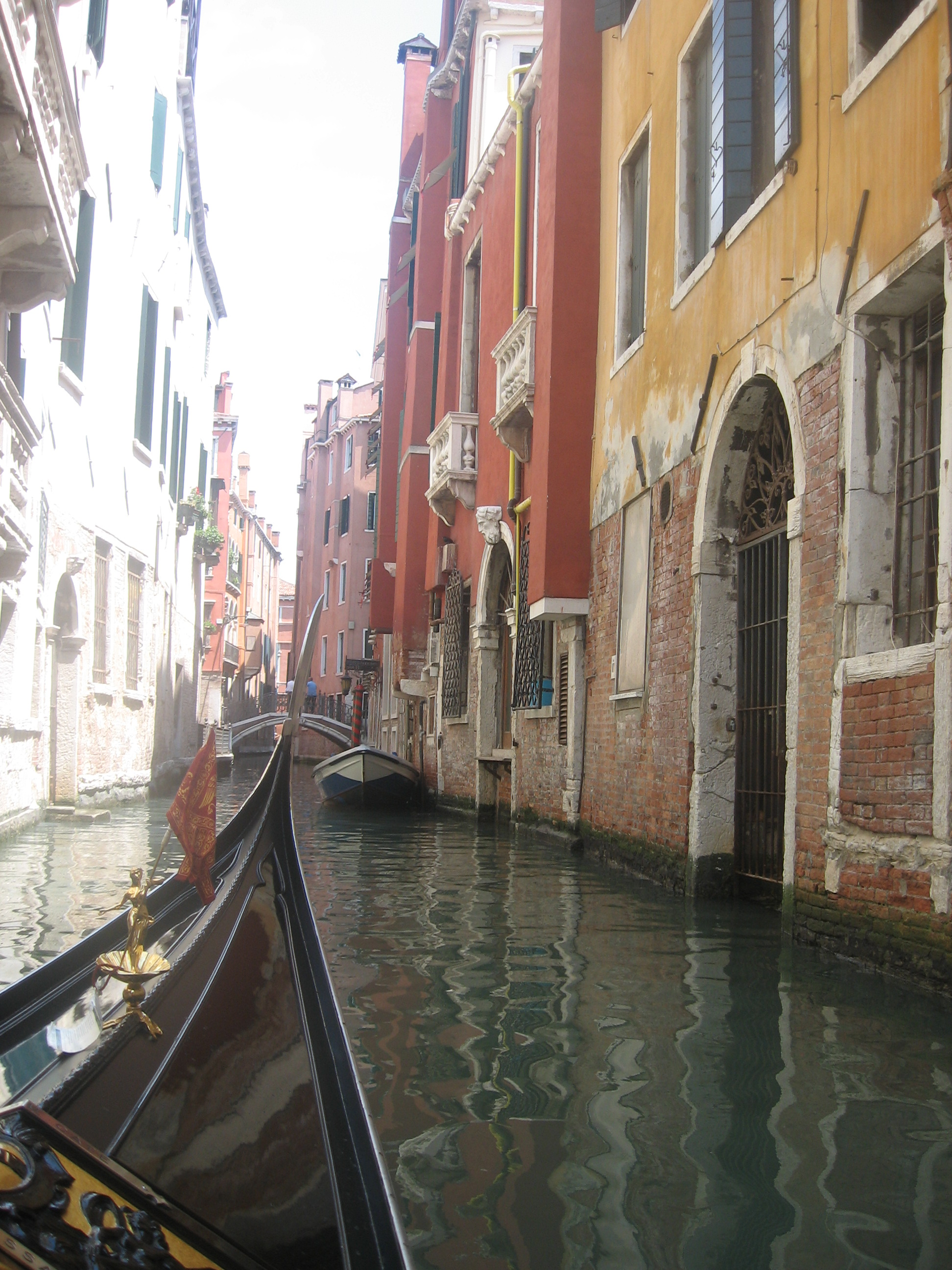
Ponte de le Veste.